# ترون: آريس
ترون: آريس (بالإنجليزية: Tron: Ares) هو فيلم أكشن وخيال علمي أمريكي قادم من إخراج يواكيم رونينغ وسيناريو جيسي ويغوتو وجاك ثورن. وهو تكملة لفيلم ترون: الإرث (2010) والجزء الثالث في سلسلة أفلام "ترون". الفيلم من إنتاج شركة والت ديزني بيكتشرز، وبطولة جاريد ليتو، وغريتا لي، وإيفان بيترز، وحسن منهاج، وجودي تيرنر سميث، وأرتورو كاسترو، وكاميرون موناغان، وجيليان أندرسون، مع عودة جيف بريدجز لدوره ككيفن فلين من الأجزاء السابقة.
بدأت عملية تطوير جزء تكميلي لفيلم ترون: الإرث في أكتوبر 2010 من قِبل منشئ السلسلة ستيفن ليسبرجر. وفي مارس 2017، تحوّلت الخطط إلى مشروع لإعادة ابتكار السلسلة بفيلم جديد من بطولة جاريد ليتو، الذي أُعلن أنه سيؤدي دور شخصية جديدة ضمن عالم السلسلة. في أغسطس 2020، تم التعاقد مع المخرج غارث ديفيس لقيادة المشروع، بينما كان جيسي ويجوتو يعمل على كتابة السيناريو. لاحقًا، انسحب ديفيس من المشروع في يناير 2023، ليحلّ محله المخرج يواكيم رونينغ في فبراير من العام ذاته.
كان من المقرر أن يبدأ التصوير الرئيسي في أغسطس 2023، إلا أن إضراب نقابة كُتّاب أمريكا ونقابة ممثلي الشاشة – التلفزيون والراديو الأمريكية (SAG-AFTRA) في عام 2023 أدى إلى تأجيل الإنتاج. استُؤنف التصوير في يناير 2024 في مدينة فانكوفر الكندية، واختُتمت مرحلة التصوير في مايو. وفي أغسطس 2024، أُعلن أن فرقة الروك "ناين إنش نايلز" ستتولى تلحين الموسيقى التصويرية للفيلم.
من المقرر إصدار فيلم "ترون: آريس" في الولايات المتحدة في 10 أكتوبر 2025، بواسطة والت ديزني ستوديوز موشن بيكشرز.

## طاقم الممثلين
- جاريد ليتو في دور آريس
- جريتا لي في دور إيف كيم
- إيفان بيترز في دور جوليان ديلينجر
- حسن منهاج
- جودي تيرنر سميث
- أرتورو كاسترو
- كاميرون موناجان
- جيليان أندرسون
- جيف بريدجز في دور كيفن فلين
- سارة ديسجاردينز

## الإصدار
من المقرر إصدار فيلم "ترون: آريس" في دور العرض السينمائي في 10 أكتوبر 2025، بما في ذلك العروض بتقنية آيماكس. 

## روابط خارجية
- ترون: آريس على موقع IMDb (الإنجليزية)
- ترون: آريس على موقع ميتاكريتيك (الإنجليزية)
- ترون: آريس على موقع روتن توميتوز (الإنجليزية)
- ترون: آريس على موقع ألو سيني (الفرنسية)
- ترون: آريس على موقع قاعدة بيانات الفيلم (الإنجليزية)
- ترون: آريس على موقع ليتربوكسد (الإنجليزية)